# Panhard Nunatak
Panhard Nunatak är en nunatak i Antarktis. Den ligger i Västantarktis. Argentina, Chile och Storbritannien gör anspråk på området. Toppen på Panhard Nunatak är 548 meter över havet, eller 48 meter över den omgivande terrängen. Bredden vid basen är 0,84 km.
Terrängen runt Panhard Nunatak är huvudsakligen kuperad, men åt sydost är den platt. Havet är nära Panhard Nunatak åt sydost. Trakten är obefolkad. Det finns inga samhällen i närheten. 